# Dulang
Dulang is een bestuurslaag in het regentschap Sampang van de provincie Oost-Java, Indonesië. Dulang telt 3159 inwoners (volkstelling 2010).